# Fathom (Geld)

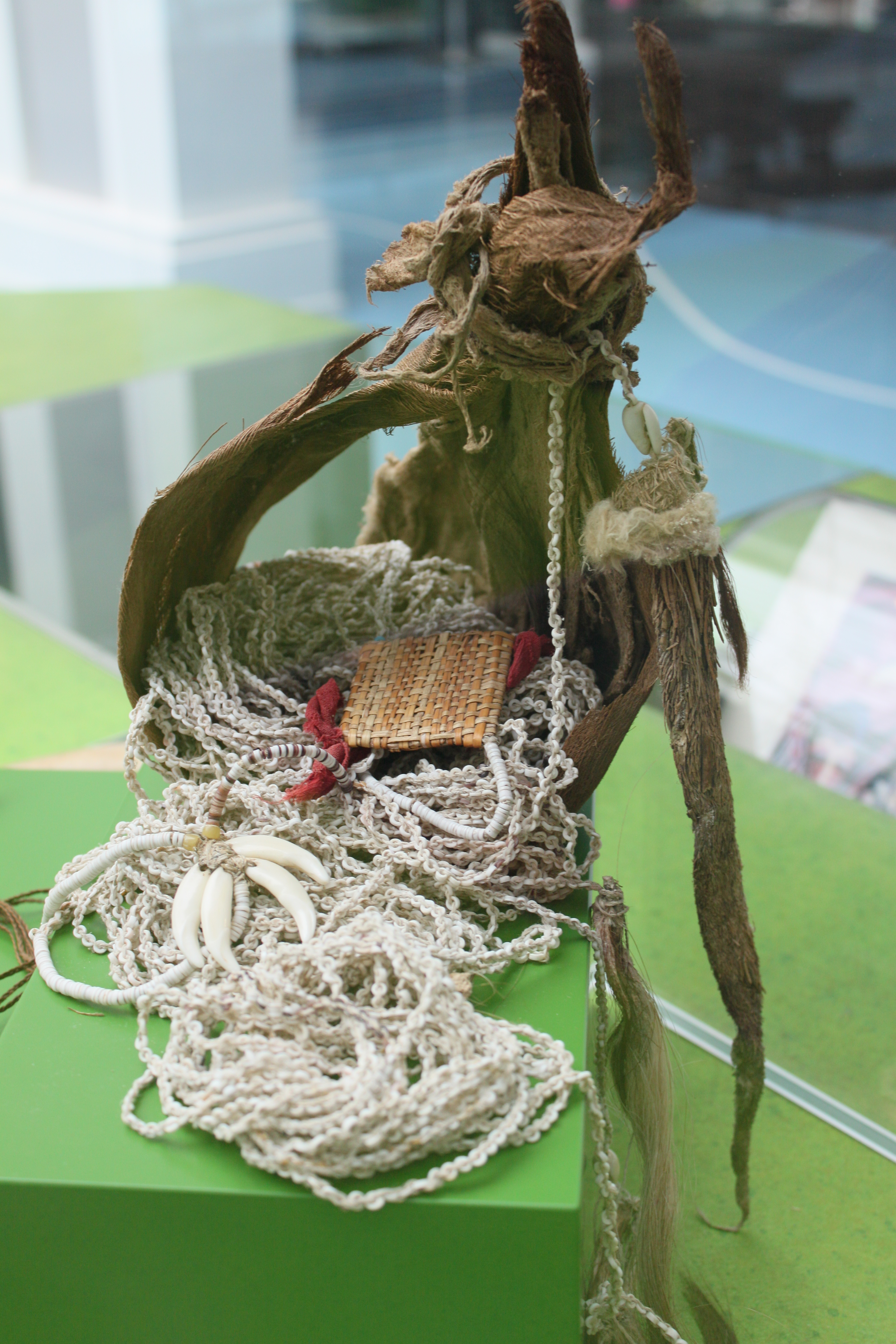
Muschelgeld von der Insel Neuirland (nahe Neubritannien), Papua-Neuguinea um 1900 (2011)

Fathom (von englisch fathom „Faden“) ist die Einheit des Muschelgeldes des indigenen Volkes der Tolai auf der Insel Neubritannien, das in ihrer Provinz East New Britain als offizielle Komplementärwährung zur Landeswährung Kina verwendet wird. Ein fathom ist eine Geldschnur aus Muschelschalen, die zwischen zwei ausgestreckte Arme reicht; der aktuelle Wechselkurs beträgt 4 Kina für 1 fathom (Juni 2013, etwa 1,50 Euro).
Die Bezeichnung der Geldschnur ist vom nautischen Längenmaß „Faden“ abgeleitet (englisch fathom, deutsch auch „Klafter“): 1,8 Meter entsprechen der Spannweite eines Mannes mit ausgebreiteten Armen.
1 fathom ist also „1 Fadenlänge an Muscheln“ oder „1 Klafter Muschelgeld“ mit 300 bis 400 zurechtgeschliffenen Schalen der kleinen Meeresschnecke Nassarius arcularius.
Beim Austausch mit den frühen britischen Seefahrern übernahmen die Inselbewohner diesen Ausdruck in ihre Kuanua-Sprache. Ihr Muschelgeld nennen sie tabu, tambu oder diwarra.
Die Bezeichnung fathom findet ebenfalls Erwähnung bei dem Schweizer Ethnologen Felix Speiser 1923 als historisches Geld des südpazifischen Inselstaates Vanuatu.